# 斯拉維揚諾謝爾布斯克區

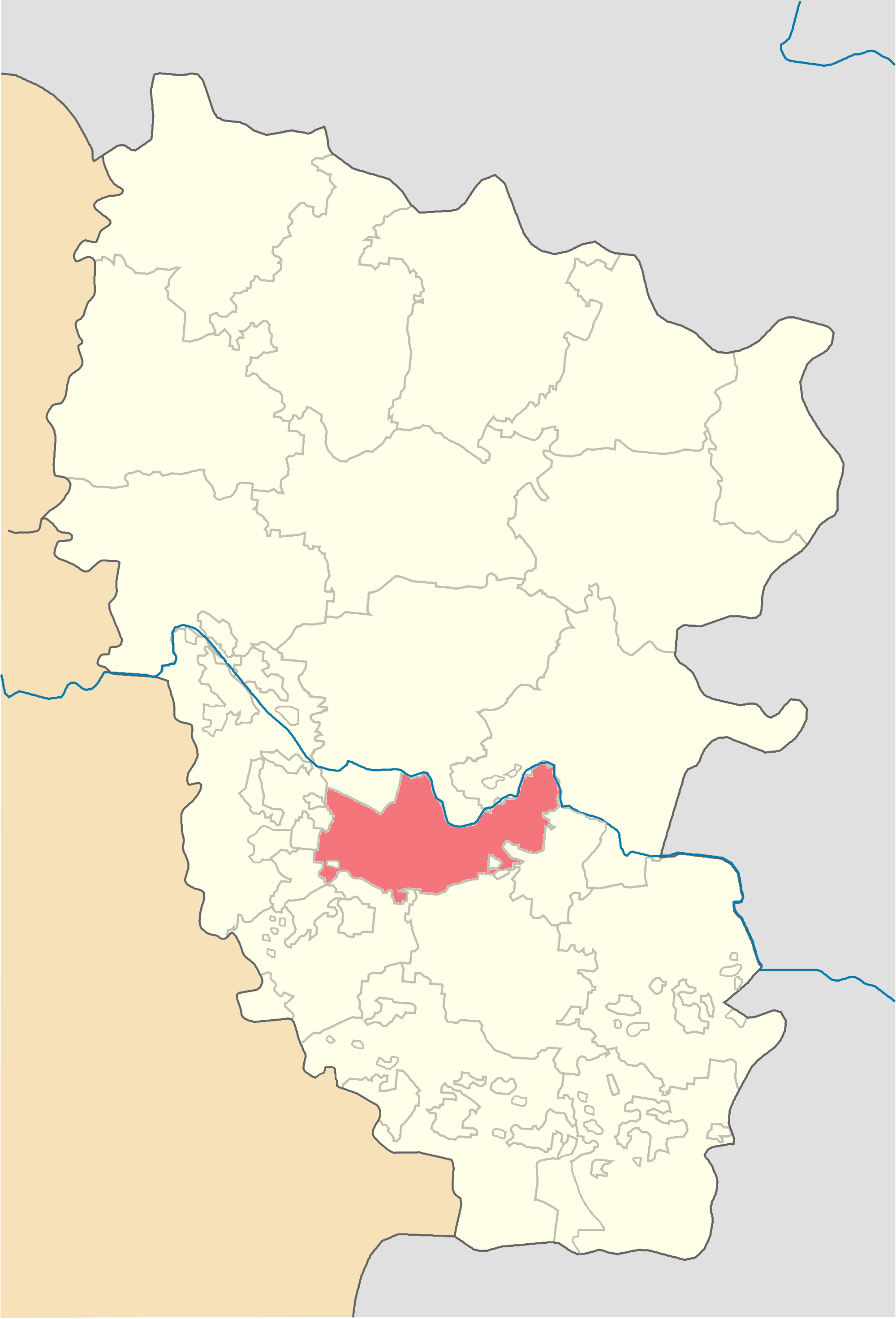
撤销前斯拉維揚諾謝爾布斯克區在盧甘斯克州的位置

斯拉維揚諾謝爾布斯克區（烏克蘭語：Слов'яносербський район）曾是烏克蘭東部盧甘斯克州的一個區，行政中心設於斯拉維揚諾謝爾布斯克，面積1,113平方公里，2020年人口数量为48,102人。
该区在2020年7月18日乌克兰行政区划改革时撤销，改革后卢甘斯克州的区份数量减至为8个。但是自2014年起该区不在乌克兰政府的控制下，而是在卢甘斯克人民共和国的控制下。卢甘斯克人民共和国继续使用该区作为行政单位。